# Bajt Saham
Bajt Saham (arab. بيت سحم) – miejscowość w Syrii, w muhafazie Damaszek. W 2004 roku liczyła 15 667 mieszkańców.